# Albánia művészete
Ez a szócikk Albánia művészetét tárgyalja nagy vonalakban: alapvetően a mai Albánia területének ókori kulturális emlékeiről, illetve az albánság művészetéről szól. Az egyes művészeti ágak részletesebb leírása a szócikksorozat allapjaiban található.

## Szobrászat
A 19. század végén, a nemzeti romantikus Rilindja mozgalommal párhuzamosan bontakozott ki az albán szobrászművészet, amelynek első jeles alakja a hazafias inspirációjú szobrokat alkotó Murat Toptani volt. A műfaj máig meghatározó egyénisége az 1920-as évektől alkotó Odhise Paskali, az első albániai köztéri szobrok megalkotója. Az állampárti időkben a szobrászat is a szocialista realizmushoz igazodott, százával születtek a monumentális szobrok. A korszak elismert művészei voltak Janaq Paço, Shaban Hadëri, Muntaz Dhrami, Kristina Koljaka, valamint a művészi függetlenségüket többé-kevésbé megőrző Odhise Paskali, Halim Beqiraj, Kristo Krisiko és Dhimo Gogollari. Napjaink népszerű albán szobrászai Pjeter Vukaj, Genc Mulliqi, Genti Tavanxhiu és a Xhixha fivérek, Helidon és Ilirian.

## Festészet, grafika
A Bizánci Birodalom fennhatósága idején magas művészi szintet ért el a keresztény templomok falfestészete, a 14. századra országszerte elterjedtek az ortodox vallásos tematikájú freskók. E korai művekből kevés maradt fenn, jelentős falképek ismertek azonban Rubikból és a pojani Szűz Mária-templomból. A török hódoltság korában a bizánci festészeti hagyomány az ikonfestészetben a 18. századig tovább élt. A korszak legjelentősebb albán festője a 16. században élt Onufri volt.

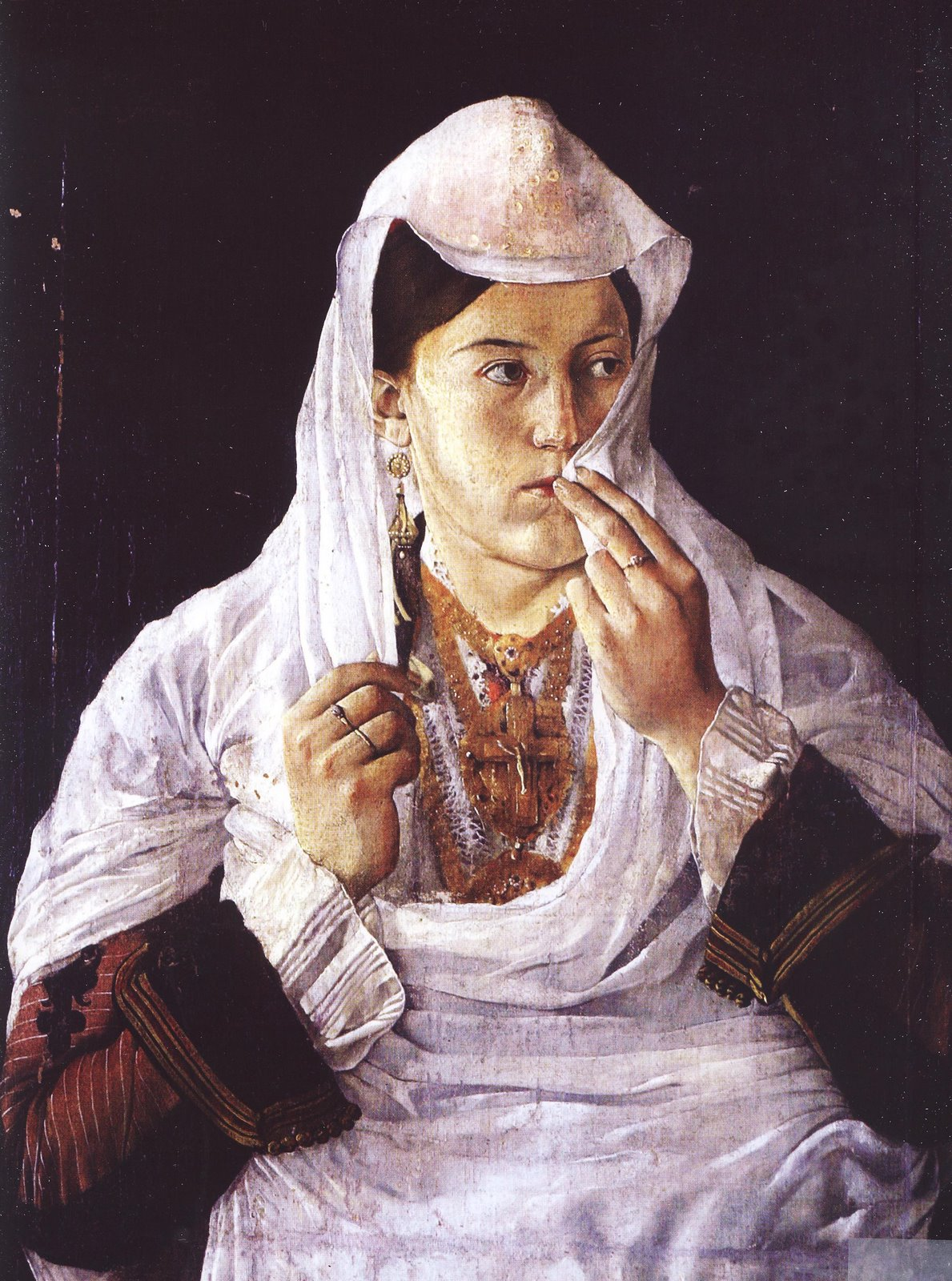
Az első modern albán festmények egyike, Kolë Idromeno Motra Tone (’Nővérem, Tone’, 1883) című műve

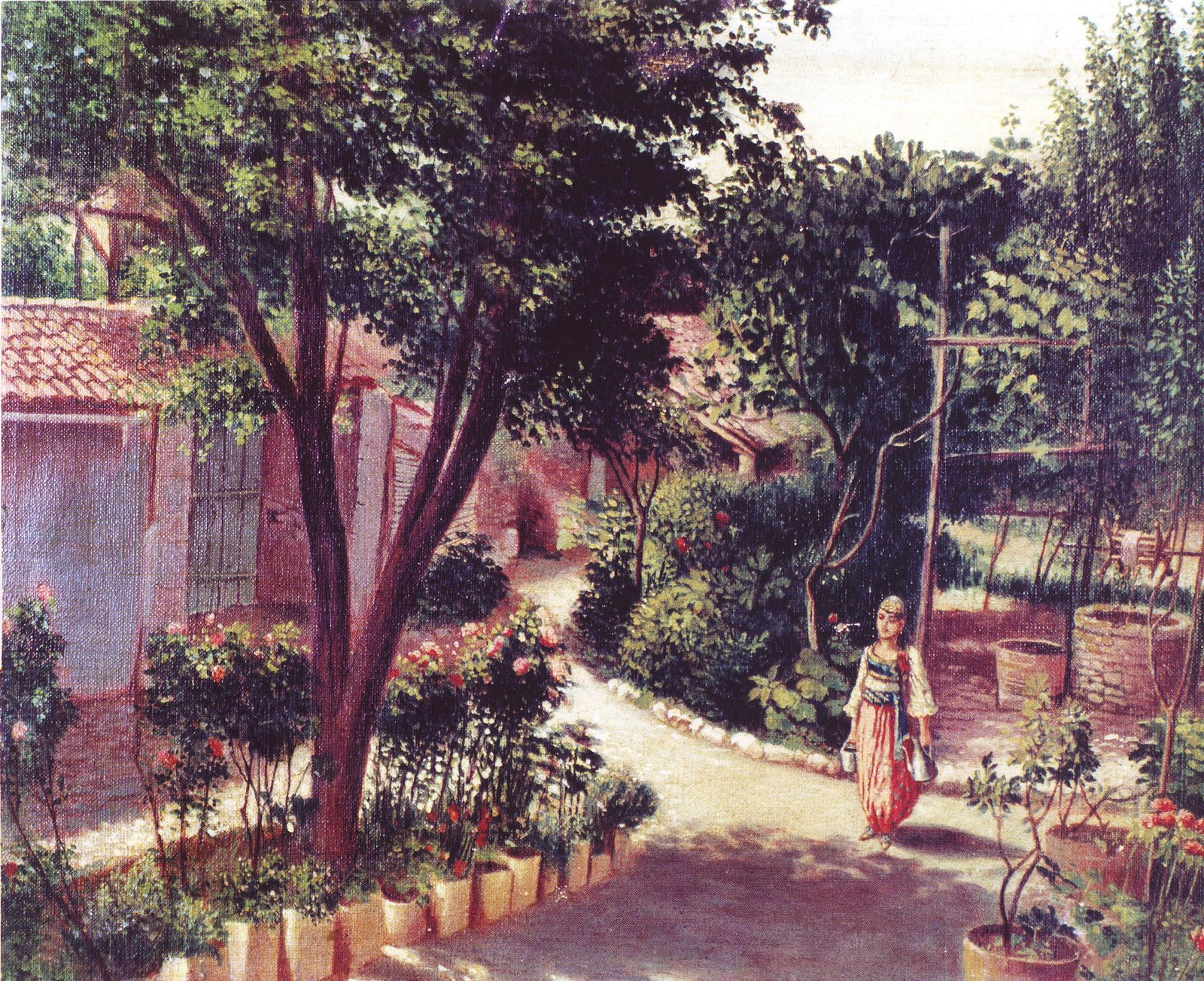
Kolë Idromeno fesrménye; 1920 körül

A 19. század második felében beköszöntött nemzeti romantika nyomán kibontakozott a Rilindja mozgalom, s ezzel együtt megjelentek a modern festészeti irányzatok is Albániában. Az 1920-as évekig ívelő első időszakban főként hazafias történelmi tablók és realisztikus portré-, illetve zsánerképek születtek. A Shkodrában szerveződött festőcsoport tagjai realisztikus tablókat festettek (Kolë Idromeno, Ndoc Martini, Simon Rrota, Andrea Kushi, Zef Kolombi), míg a korçaiak a tájképfestészet útjait keresték (Spiro Xega, Vangjush Mio). Az 1930-as években a Rilindja realista hagyományait felváltotta az impresszionista, drámai hangvételű társadalomkritika (Abdurrahim Buza, Sadik Kaceli), megszületett a művészi igényű albán karikatúra. Bár az országban szerveztek több tematikus és önálló kiállítást is ebben az időszakban, a festészet állami háttérintézmények (múzeumok, bemutatótermek) nélkül működött. Jelentős lépésnek számított 1932-ben a tiranai Rajziskola megnyitása, amelynek falai között egy sor későbbi festőművész szerezte meg az alapokat.
A második világháború után, a kommunista érában a párt hamar kijelölte az új képzőművészeti utat, a sematikus szocialista realizmust. Korábban soha nem látott mennyiségben készültek történelemidealizáló festmények, grafikák és fali mozaikok, a szocialista realista festészet és a grafika tömegcikké silányult, és híján volt az igazán nagy alkotó egyéniségeknek. A korábbi évtizedek nagy művészei elkezdtek tájképeket és csendéleteket festeni vagy könyvillusztrációval foglalkoztak. Az 1970-es évekre azonban mind gyakrabban megmutatkoztak a sematizmussal és a világ művészi áramlatairól való elszigeteltséggel szakítani akaró törekvések, amelyeket a hatalom kemény kézzel megtorolt. Voltak festők, akiket ellehetetlenítettek, mások elhagyták az országot. Az Albániában maradt, a festészet megújulásáért harcoló művészek (például Skender Kamberi, Sali Shijaku) képei időnként átcsúsztak a cenzúrán és kiállításokon vettek részt. A felülről irányított, az egyéniségeket nem tűrő művészetpolitika ugyanakkor megteremtette az albán festészet intézményi infrastruktúráját: 1954-ben megnyílt a tiranai Nemzeti Szépművészeti Galéria, a nagyobb városokban képtárak adtak át, megalakult a Művészek Testülete, majd 1960-ban megnyitotta kapuit a Művészeti Főiskola (későbbi nevén Művészeti Akadémia) is.

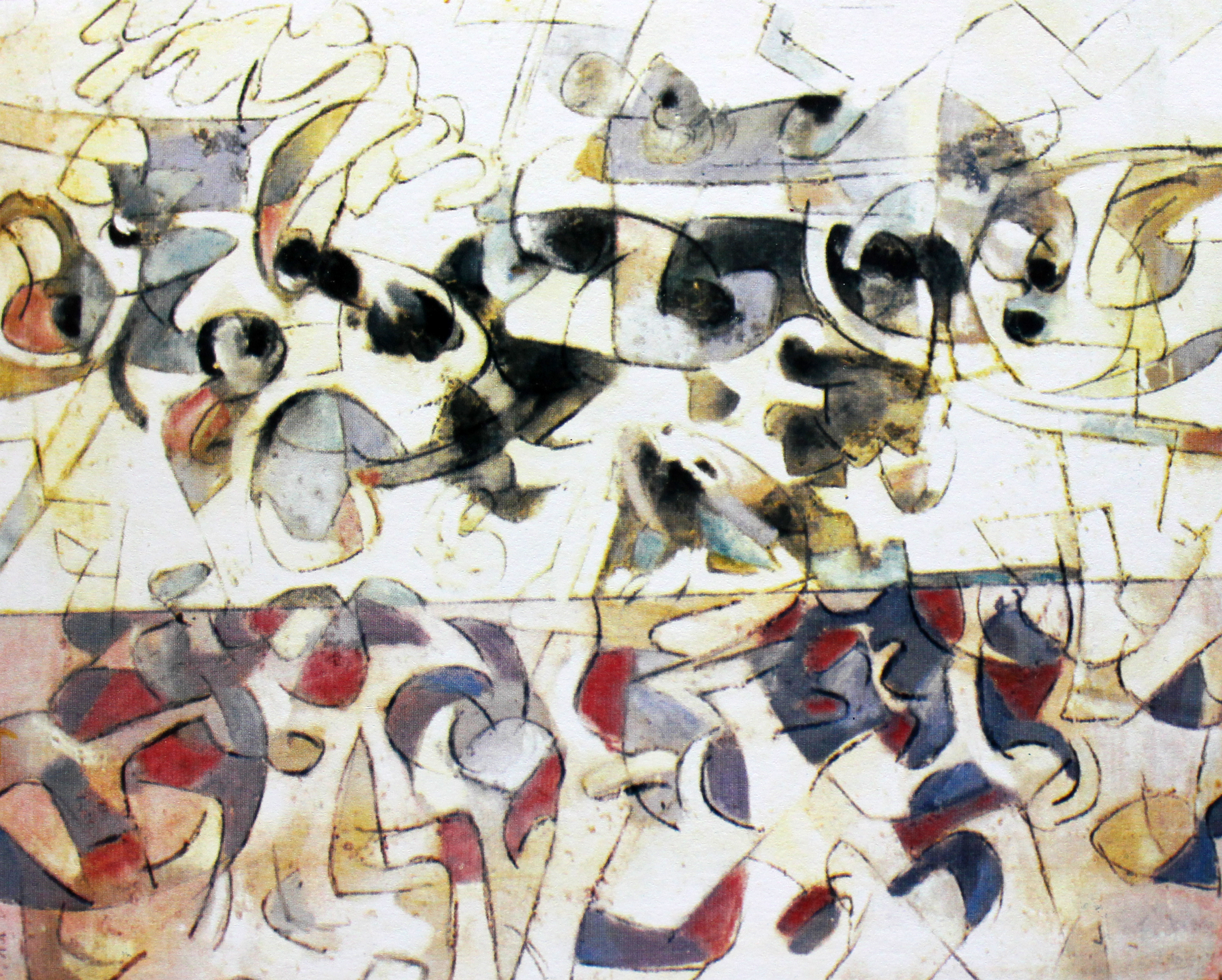
Ibrahim Kodra, A tenger, 1968, Koszovói Nemzeti Galéria

Az 1991-es demokratikus fordulattal véget ért a szocialista realizmus korszaka, az albán festészeti paletta lényegesen színesebb lett. A korábban is alkotó festők művészete megújult, és megjelentek a kortárs művészeti áramlatokhoz csatlakozó, újszerű technikákat és kifejezésmódokat alkalmazó ifjú művészek is (például Alush Shima, Adrian Grezda). Ugyanekkor lett hazájában is elismert az emigráns festő, Ibrahim Kodra, aki a Kubizmus innovatív értelmezésének alapítójaként kiállított és együtt dolgozott Pablo Picasso-val. Munkái, amelyek megtalálhatók a legnagyobb nemzeti múzeumok-ban, az Olasz Parlament-ben (La Grande Pace) és a Vatikáni Múzeumok-ban, szigorú geometriai és metafizikai esztétikával rendelkeznek.

## Zene
Az albán népzene rendkívül gazdag, a közelmúltig élő hagyomány volt. Az északi gegek zenefolklórjára az egyszólamú ének, a modális hangsor, a melankolikus hangzásvilág jellemző, kedvelt műfajok a hősének és a ballada. A déli toszkok zenekultúrájában markáns a polifónia, a pentatónia jelenléte, népszerűek az alkalmi és a lírai dalok, valamint a gyászénekek. Sajátos albán népi hangszerek északon az egy-és kéthúrú lant, a pásztorklarinét, délen a toszk furulya, a kétsípú duda és a macedón duda. A 19. század végétől a két etnikai csoport fokozatosan átvette egymás hangszereit. A 20. században a népzenét játszó vidéki bandákban megjelentek a nyugati hangszerek (hegedű, klarinét, tangóharmonika stb.), s az ezek nyomán kialakult populáris instrumentális zene, a kaba rendkívül népszerű lett toszk földön. Albániában napjainkban mozgalmas a népzenei élet (fesztiválok, versenyek), s kedvelt világzenei előadók Laver Bariu és az Ensemble Tirana.
A 19. század végén alakultak meg a nagyobb albán városokban az első, klasszikus nyugati zeneműveket előadó kamarazenekarok és kórusok. Az első komolyzenei kompozíciók azonban csak az 1920–1930-as években születtek meg, Martin Gjoka munkásságának köszönhetően. A második világháborút követően kezdett munkálkodni az első jelentős zeneszerző-nemzedék, bemutatták az első albán szimfóniákat (Çesk Zadeja) és operákat (Prenk Jakova). Az első évtizedekben a komolyzenét a hagyományos klasszikus-romantikus irányultság, a népzenei motívumok markáns jelenléte jellemezte. Az 1950–1980-as évek jelentős zeneszerzői közé tartozott Çesk Zadeja, Prenk Jakova, Murat Shendu, Tish Daija, Tonin Harapi, Feim Ibrahimi és Shpëtim Kushta. A kommunista korszakban alakultak meg a legfontosabb zenei háttérintézmények, az Opera- és Balettszínház, az Állami Konzervatórium, több filharmonikus és szimfonikus zenekar (élükön olyan karnagyokkal, mint Zhani Ciko vagy Ermir Krantja). 1991 után a korábbi évtizedekben kibontakozott, nyugati zenei áramlatok is elérték Albánia zenei világát. A legfiatalabb zeneszerző-nemzedék jeles alakjai Aleksandër Peçi, Sokol Shupo, Endri Sina és Vasil Tole.
A 19. század végén az északi Shkodra városából indultak el hódító útjukra, s lettek az 1920-as évekre országszerte népszerűek a népzenei hangzásvilágra épülő városi műdalok. Mellettük az 1930-as években hasonló népszerűségnek örvendtek az európai stílusú, kis zenekarral kísért lírai dalok (Tefta Tashko-Koço zenekara). A második világháborút követően a nyugati típusú könnyűzene elterjedését megakadályozta a pártállam, s az albán könnyűzene képviselői évtizedeken keresztül a népzenei hagyományra épülő, tradicionális hangszerekkel kísért dalokat adták elő (például Vaçe Zela, Myfarete Laze). Emellett népszerű volt a klasszikusabb nyugati hangszerekkel (klarinét , harmonika stb.) kísért ünnepi muzsika. A rendszerváltás óta az albán könnyűzene igyekszik követni a nemzetközi trendeket, az immár klasszikus (rock, blues) és modern popműfajok mindegyike képviselteti magát. A legnépszerűbb előadók közé tartozik Ardit Gjebrea, Blero, Giovanni & Sebastian.

## Színház
A szervezett, de amatőr keretek között maradó albán színjátszás a 19. század végén, a nemzeti romantika korában, a Rilindja mozgalommal egy időben bontakozott ki. A század utolsó negyedében sorra jelentek meg a könnyedebb színdarabok és fajsúlyosabb drámák (Sami Frashëri, Pashko Babi, Gjergj Fishta, Fan Noli, Kristo Floqi, Foqion Postoli, Haki Stërmilli). Az 1900-as években országszerte szerveződött amatőr színházi mozgalomban nevelődtek ki az albán színjátszás első nagy generációjának tagjai (Loro Kovaçi, Pjetër Gjoka, Zef Jubani, Mihal Popi, Vangjel Grabocka, Dhorka Sheri, Dhimitër Trajçe, Gaqi Vishi). Ez időben tett szert óriási népszerűségre az Európa színpadain játszó, albán származású Aleksandër Moisiu is.
A második világháború idején a színjátszás egy sajátos válfaja, a kommunista kötődésű partizánszínház jelent meg Albániában. 1944-ben a korábbi partizántársulatokra épülve megnyíltak az ország első kőszínházai Tiranában és a nagyobb városokban. Az elkövetkező évtizedekben az albán színház is igazodott a sematikus szocialista realizmushoz. Az 1960-as évektől már művészi darabokat is színpadra vittek (jelentős drámaírók Kolë Jakova, Spiro Çomora, rendezők Esat Oktrova, Kujtim Spahivogli, Mihal Luarasi, Drita Agolli, Andon Pano, színészek Kadri Roshi, Lazër Filipi). Megnyíltak az első színművészeti iskolák, ahonnan professzionális színházi szakemberek egész sora került ki. Az iránydrámák és a klasszikus darabok mellett néhány komédia is színre kerülhetett, és kabarészínházak működését is megengedte a rendszer.
Az 1990-es években az új, nyitottabb drámaíró- és rendezőnemzedéknek köszönhetően az albán színpadokon is megjelentek a modern kortársi irányzatok, az abszurd dráma és az alternatív előadó-művészet.

## Film
Az első albán mozgófilmek 1905-től készült amatőr dokumentum-rövidfilmek voltak, amelyeket az 1910-es években vetítőtermekben, majd az első nagyvárosi mozgófilmszínházakban vetítettek le a közönségnek (Vlora, Korça, Tirana, Shkodra, Berat). A két világháború között e mozikban jobbára külföldi filmhíradókat, illetve amerikai, olasz és francia filmeket adtak.
1941-ben alakult meg az első filmstúdió (Tomorri Film), amely csupán két dokumentum-rövidfilmet bocsátott ki 1943-ig. Az ország felszabadulása után, 1945-ben alapították meg az Albán Filmügynökséget, amely 1947-től Albán Állami Filmvállalat néven működött tovább. Feladata a rendszert szolgáló filmhíradók gyártása volt, az államosított mozikban döntően ezeket a dokumentarista rövidfilmeket vetítették. 1952-ben nyílt meg a művészfilmgyártásra szakosodott Új Albánia Filmstúdió (Kinostudio „Shqipëria e Re”). Ennek irányításával készültek az első albán játékfilmek, köztük az 1954-es cannes-i filmfesztiválon díjat nyert, albán–szovjet koprodukcióban készült, Skënderbeu (’Szkander bég’) című filmeposz Szergej Jutkevics rendezésében. Az 1960-as évekigig évente egy játékfilm készült el a filmstúdióban. A filmek tematikája a szocialista realizmushoz híven a második világháborús honvédő harcot ábrázolta, vagy a kommunista Albániát idealizálta. A korszak jelentős rendezői: Dhimitër Anagnosti, Hysen Hakani, Kristaq Dhamo, Viktor Gjika, Gëzim Erebara, Piro Milkani.
Az 1970-es években, a bezárkózó Albánia filmimportjának visszaesésével a nemzeti filmgyártás fellendült. Az 1980-as évekre akár már tizennégy játékfilm is elkészült egy évben. A műfaji választék is kiszélesedett, elkészült az első vígjátékok, kalandfilmek, ifjúsági és gyerekfilmek, valamint zenés filmek. Az új rendezőnemzedék jeles alakjai voltak Muharrem Fejzo, Xhanfize Keko, Saimir Kumbaro, Ibrahim Muçaj, Kristaq Mitro. 1975-ben megindult az albán rajzfilmgyártás (Vlash Droboniku), 1978-ban pedig a televíziós filmek készítése (Vladimir Prifti). 1976-ban rendezték meg első ízben a Nemzeti Filmfesztivált. Az 1980-as években az albán filmrendezők kortárs és történelmi események felé fordultak, érzékeny társadalom- és jellemábrázolással (Kujtim Çashku, Albert Minga, Spartak Pecani, Bujar Kapexhiu). Ezzel párhuzamosan fellendült a dokumentumfilm-gyártás is.
Az 1990-es években az egykor állami filmgyár mellett több kisebb filmstúdió nyílt, és a filmek jó része magánvállalkozás keretében jött létre. A közelmúlt művészfilmjeinek döntő része a politikai nyomás alól felszabadult légkörben a politikai-gazdasági átmenet társadalmi problémáit veszi górcső alá, illetve a letűnt Hoxha-korszak visszásságait és borzalmait keltik életre a filmvásznon.